# Derecho viejo (serie de televisión)
Derecho viejo es una miniserie argentina producida por Televisión Pública Argentina escrita por Luciano Saracino. Está protagonizada por Luis Brandoni, Victorio D´Alessandro y Florencia Torrente, junto a un elenco integrado por Martín Soler Pujol, Natalia D´Alena, Camilo Céspedes, Cristian Buffa y Jorge Ricci. Tiene la dirección de Pablo Giorgelli y la producción general de Claudio Groppo. Fue realizada por la Universidad Nacional del Litoral como parte de la celebración de su centenario, Televisión Pública Argentina y Focus Productora, y está basada en la novela homónima del escritor y periodista santafesino Rogelio Alaniz.
Fue estrenada el 21 de noviembre de 2019, y contó con cuatro episodios.

## Sinopsis
En el año 1961, en la Facultad de Derecho de la Universidad Nacional del Litoral, hay una lucha por el centro de estudiantes al haber dos distintas formas de hacer política: la histórica manera relacionada con modos burocráticos de concentración del poder y una nueva fuerza emergente liderada por una mujer que vela por la instalación de otro orden en las relaciones entre estudiantes y autoridades.

## Reparto
- Luis Brandoni como Marcelo Tracy
- Victorio D´Alessandro como Tomás Kraus
- Florencia Torrente como Mara Ocampo

## Producción
El rodaje se llevó a cabo en Santa Fe e inició en julio de 2019 y concluyó en agosto del mismo año.